# Danièle Laumann
Danièle Laumann (* 8. Juli 1961 in Toronto) ist eine ehemalige kanadische Ruderin.
Danièle Laumann begann in der Highschool mit dem Rudersport. 1979 war sie Zweite der kanadischen Meisterschaften im Einer. 1980 stand sie im kanadischen Olympiaaufgebot, das wegen des Olympiaboykotts nicht in Moskau antrat. 1981 war sie kanadische Meisterin, 1982 belegte sie den zweiten Platz. Bei den Weltmeisterschaften 1983 in Duisburg trat sie zusammen mit ihrer Schwester Silken Laumann sowie mit Dolores Young, Carla Pace und Steuerfrau Carolyn Trono im Doppelvierer an und erreichte den neunten Platz.
Bei den Olympischen Spielen 1984 in Los Angeles starteten Silken und Danièle Laumann im Doppelzweier. Im Vorlauf belegten die Kanadierinnen den zweiten Platz hinter den Rumäninnen Mărioara Popescu und Elisabeta Oleniuc, im Hoffnungslauf erreichten sie den dritten Platz. Im Finale siegten die beiden Rumäninnen vor den Niederländerinnen und den Kanadierinnen.
Nach den Olympischen Spielen war Danièle Laumann international nicht mehr aktiv, ruderte aber weiterhin für den Don Rowing Club in Mississauga.